# ماغادالينا (نيومكسيكو)
ماغادالينا (بالإنجليزية: Magdalena, New Mexico)‏ هي معلم جغرافي تقع في الولايات المتحدة في مقاطعة سوكورو، نيومكسيكو. يقدر عدد سكانها بـ 938 نسمة ومساحتها 16.1 كم2 وترتفع عن سطح البحر 2,003 متر.

## التركيبة السكانية
حدّد مكتب تعداد الولايات المتحدة بيانات التركيبة السكانية لماغادالينا في تعداد الولايات المتحدة. في ما يلي، التركيبة السكانية حسب تعدادي 2000 و2010.

### تعداد عام 2000
بلغ عدد سكان ماغادالينا 913 نسمة بحسب تعداد عام 2000، وبلغ عدد الأسر 372 أسرة وعدد العائلات 244 عائلة مقيمة في القرية. في حين سجلت الكثافة السكانية 56.6 نسمة لكل كيلومتر مربع (146.6/ميل2). وبلغ عدد الوحدات السكنية 470 وحدة بمتوسط كثافة قدره 29.2 لكل كيلومتر مربع (75.6/ميل2).
وتوزع التركيب العرقي للقرية بنسبة 62.65% من البيض و0.55% من الأمريكيين الأفارقة و9.97% من الأمريكيين الأصليين و21.80% من الأعراق الأخرى و5.04% من عرقين مختلطين أو أكثر و48.30% من الهسبانيون أو اللاتينيون من أي عرق.
بلغ عدد الأسر 372 أسرة كانت نسبة 35.8% منها لديها أطفال تحت سن الثامنة عشر تعيش معهم، وبلغت نسبة الأزواج القاطنين مع بعضهم البعض 46.2% من أصل المجموع الكلي للأسر، ونسبة 13.4% من الأسر كان لديها معيلات من الإناث دون وجود شريك،  بينما كانت نسبة 5.9% من الأسر لديها معيلون من الذكور دون وجود شريكة وكانت نسبة 34.4% من غير العائلات. تألفت نسبة 30.9% من أصل جميع الأسر من عدة أفراد يعيشون في نفس المنزل ونسبة 12.6% كانت تتألف من شخص يعيش بمفرده يبلغ من العمر 65 عاماً أو أكثر. وبلغ متوسط حجم الأسرة المعيشية 2.45، أما متوسط حجم العائلات فبلغ 3.06.
بلغ العمر الوسطي للسكان 41.4 عاماً. وكانت نسبة 27.2% من القاطنين تحت سن الثامنة عشر، وكانت نسبة 5.4% بين الثامنة عشر والرابعة والعشرين عاماً، ونسبة 23.7% كانت واقعةً في الفئة العمرية ما بين الخامسة والعشرين والرابعة والأربعين عاماً، ونسبة 27.8% كانت ما بين الخامسة والأربعين والرابعة والستين، ونسبة 16% كانت ضمن فئة الخامسة والستين عاماً فما فوق. يوجد لكل 100 أنثى 90.6 ذكر، ويوجد لكل 100 أنثى في الثامنة عشر من عمرها فما فوق 86.3 ذكر.
بلغ متوسط دخل الأسرة في القرية 22,917 دولارًا، أما متوسط دخل العائلة فبلغ 30,625 دولارًا. وكان متوسط دخل الذكور 26,000 دولارًا مقابل 21,875 دولارًا للإناث. وسجل دخل الفرد الخاص بالقرية 13,064 دولارًا. وكانت نسبة 20.8% من العائلات ونسبة 25.1% من السكان تحت خط الفقر، وكان من هؤلاء نسبة 30.5% تحت سن الثامنة عشر ونسبة 23% في الخامسة والستين من العمر وما فوق.

### تعداد عام 2010
بلغ عدد سكان ماغادالينا 938 نسمة بحسب تعداد عام 2010، وبلغ عدد الأسر 395 أسرة وعدد العائلات 250 عائلة مقيمة في القرية. في حين سجلت الكثافة السكانية 58.2 نسمة لكل كيلومتر مربع (150.7/ميل2). وبلغ عدد الوحدات السكنية 485 وحدة بمتوسط كثافة قدره 30.1 لكل كيلومتر مربع (78.0/ميل2).
وتوزع التركيب العرقي للقرية بنسبة 73.03% من البيض و0.53% من الأمريكيين الأفارقة و13.22% من الأمريكيين الأصليين و0.11% من الأمريكيين ذوي الأصول الآسيوية و0.11% من سكان جزر المحيط الهادئ و8.85% من الأعراق الأخرى و4.16% من عرقين مختلطين أو أكثر و44.99% من الهسبانيون أو اللاتينيون من أي عرق.
بلغ عدد الأسر 395 أسرة كانت نسبة 30.9% منها لديها أطفال تحت سن الثامنة عشر تعيش معهم، وبلغت نسبة الأزواج القاطنين مع بعضهم البعض 44.6% من أصل المجموع الكلي للأسر، ونسبة 13.7% من الأسر كان لديها معيلات من الإناث دون وجود شريك،  بينما كانت نسبة 5.1% من الأسر لديها معيلون من الذكور دون وجود شريكة وكانت نسبة 36.7% من غير العائلات. تألفت نسبة 32.4% من أصل جميع الأسر من عدة أفراد يعيشون في نفس المنزل ونسبة 14.2% كانت تتألف من شخص يعيش بمفرده يبلغ من العمر 65 عاماً أو أكثر. وبلغ متوسط حجم الأسرة المعيشية 2.37، أما متوسط حجم العائلات فبلغ 3.00.
بلغ العمر الوسطي للسكان 46.7 عاماً. وكانت نسبة 23.9% من القاطنين تحت سن الثامنة عشر، وكانت نسبة 6.3% بين الثامنة عشر والرابعة والعشرين عاماً، ونسبة 17.8% كانت واقعةً في الفئة العمرية ما بين الخامسة والعشرين والرابعة والأربعين عاماً، ونسبة 32.3% كانت ما بين الخامسة والأربعين والرابعة والستين، ونسبة 19.7% كانت ضمن فئة الخامسة والستين عاماً فما فوق. وتوزع التركيب الجنسي للسكان بنسبة 48.2% ذكور و51.8% إناث.

## المدن التوأمة
مدينة San Pedro de Atacama هي مدينة توأمة لـماغادالينا (نيومكسيكو).